# Galaxie

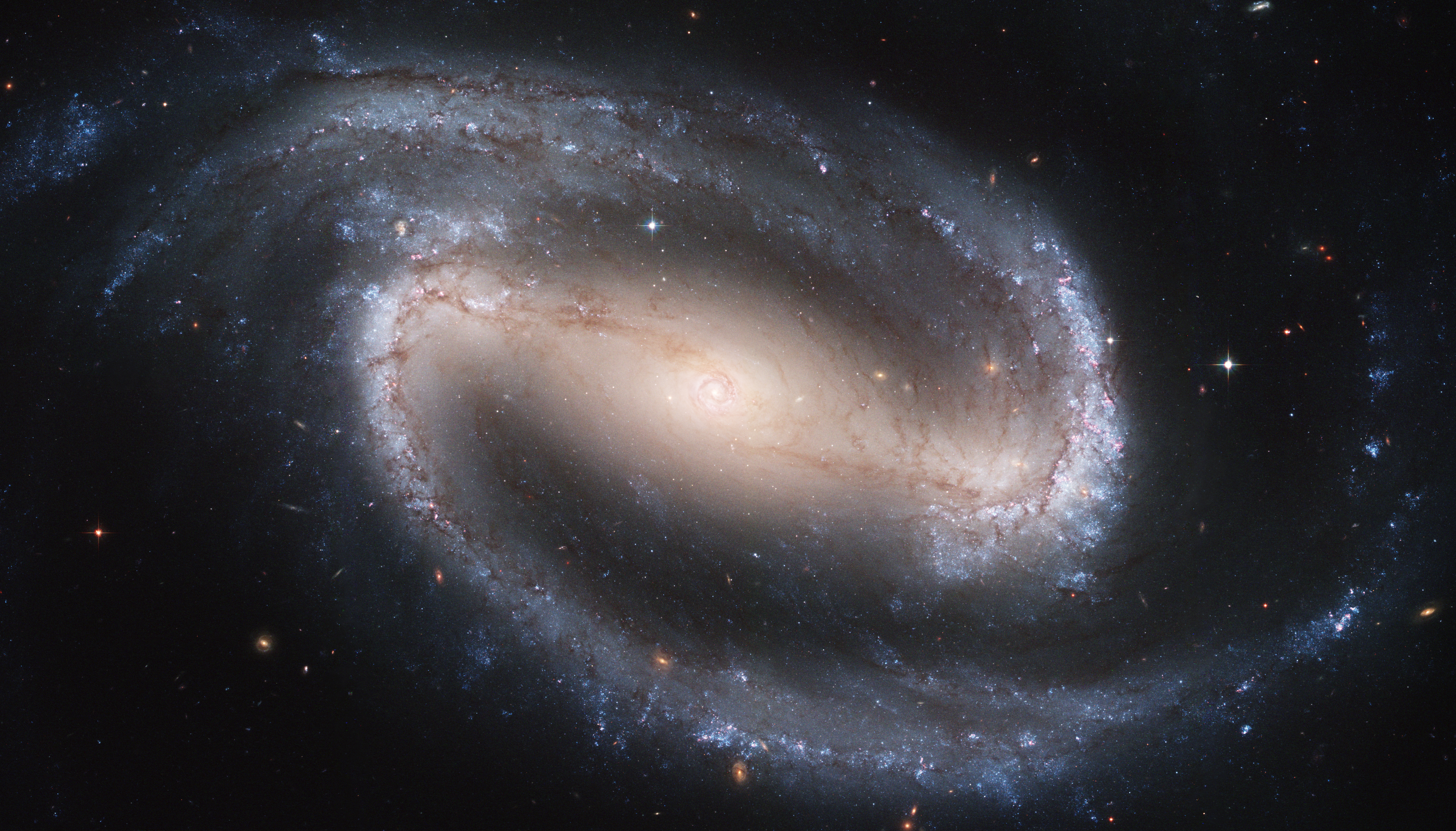
Spirální galaxie s příčkou NGC 1300, vzdálená 61 milionů světelných let

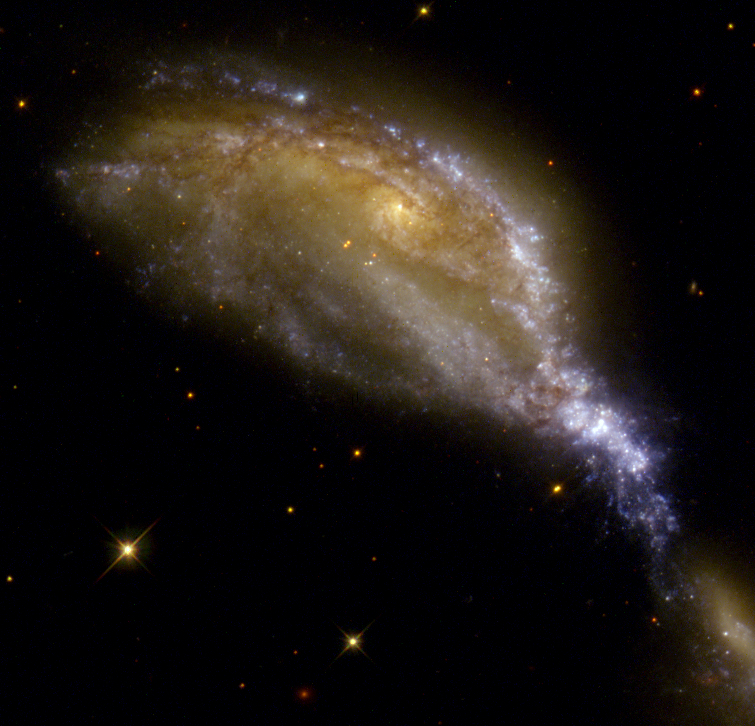
Nepravidelná galaxie NGC 6745, vzdálená přes 200 milionů světelných let

Galaxie je gravitačně vázaný systém hvězd, hvězdných zbytků, mezihvězdné hmoty, kosmického prachu a temné hmoty.

## Úvod
Slovo galaxie bylo odvozeno z řeckého názvu naší vlastní galaxie Mléčné dráhy Κύκλος γαλακτικός (Kýklos galaktikós).
Hvězdy se téměř vždy nacházejí ve skupinách nazývaných galaxie, společně s plyny, mezihvězdným prachem a temnou hmotou. Galaxie drží pospolu působením gravitačních sil a jednotlivé komponenty obíhají kolem společného středu. Existují důkazy, že se ve středu některých nebo dokonce i většiny galaxií nacházejí černé díry. Galaxie vznikají z protogalaxií. Různé typy galaxií se vyskytují podobně napříč historií vesmíru.
V pozorovatelné části vesmíru se podle odhadů z roku 2016 nachází minimálně dva biliony galaxií. V roce 2021 byla data z vesmírné sondy NASA New Horizons použita k redukci předchozího odhadu na zhruba 200 miliard galaxií.
Na svém okraji se galaxie otočí přibližně jednou za miliardu let. Ty nejstarší galaxie jsou však často již velmi vyvinuté (i podobné Mléčné dráze) a rozmanitých tvarů. Patrně existují i velké vzdálené galaxie odporující modelům.

## Klasifikace podle tvaru

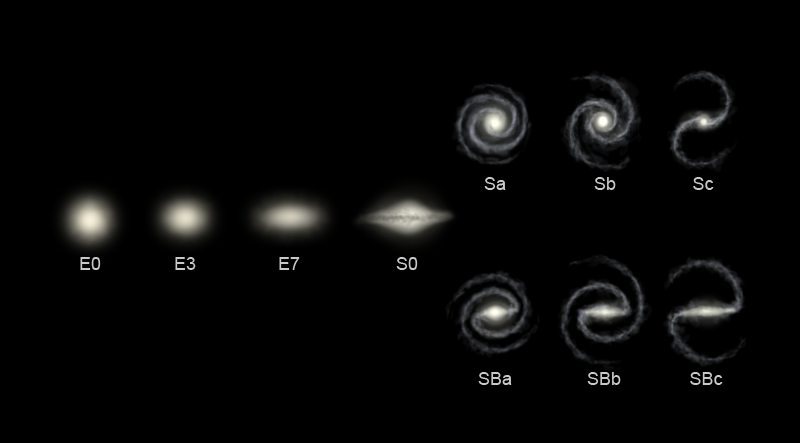
Dělení galaxií podle Hubbleovy klasifikace

Hubbleova klasifikace galaxií podle tvaru rozlišuje pět základních typů galaxií: Od eliptických přes čočkové až po spirální a spirální s příčkou a dále nepravidelné. Většina těchto typů se dále dělí na podtypy.
Tvar galaxie se může měnit kolizí mezi nimi, ale může se také vyvíjet bez kolize.
Trpasličí galaxie je malá galaxie. Ultrakompaktní trpasličí galaxie (UCD) je hustá malá galaxie.

### Spirální galaxie
Ve spirálních galaxiích mají ramena přibližně tvar logaritmické spirály a teoreticky se dá dokázat, že tento vzor vznikl rozrušením jednotné rotující hvězdné hmoty.
Stejně jako hvězdy i spirální ramena rotují kolem společného středu, avšak dochází k tomu konstantní úhlovou rychlostí. To znamená, že hvězdy vstupují a vystupují do/ze spirálních ramen. Předpokládá se, že spirální ramena jsou oblastmi s vysokou hustotou anebo vlnami hustoty. Když se hvězda pohybuje směrem do ramena, zpomalí se a tím ještě zvětší svou hustotu; je to podobné jako „vlna“ zpomalujících se aut na přeplněné dálnici.

## Některé galaxie - místní skupiny
Nejhmotnější a zároveň druhou největší galaxií v Místní skupině galaxií je naše vlastní galaxie – Galaxie Mléčná dráha, rozsáhlá spirální galaxie s průměrem 100 000 světelných let a šířkou 3000 světelných let. Obsahuje okolo 300 miliard hvězd a její celková hmotnost (včetně hala a koróny) je zhruba tři až šest bilionů Sluncí.
Kolem ní obíhají nepravidelné galaxie Velký a Malý Magellanův oblak a několik trpasličích galaxií.
Největší galaxií místní skupiny je pak rovněž spirální Galaxie v Andromedě (M 31).

## Struktury ve větším měřítku
Jen přibližně 5 % dosud prozkoumaných galaxií existuje osamoceně; jsou známy jako polní galaxie (anglicky field galaxies). To ale nevylučuje, že v minulosti gravitačně nereagovaly s jinými galaxiemi nebo do nich např. nenarazily. Takto osamocené galaxie mohou podle výzkumů vytvářet ve větším množství hvězdy, protože jejich plyny nejsou „kradeny“ okolními galaxiemi.

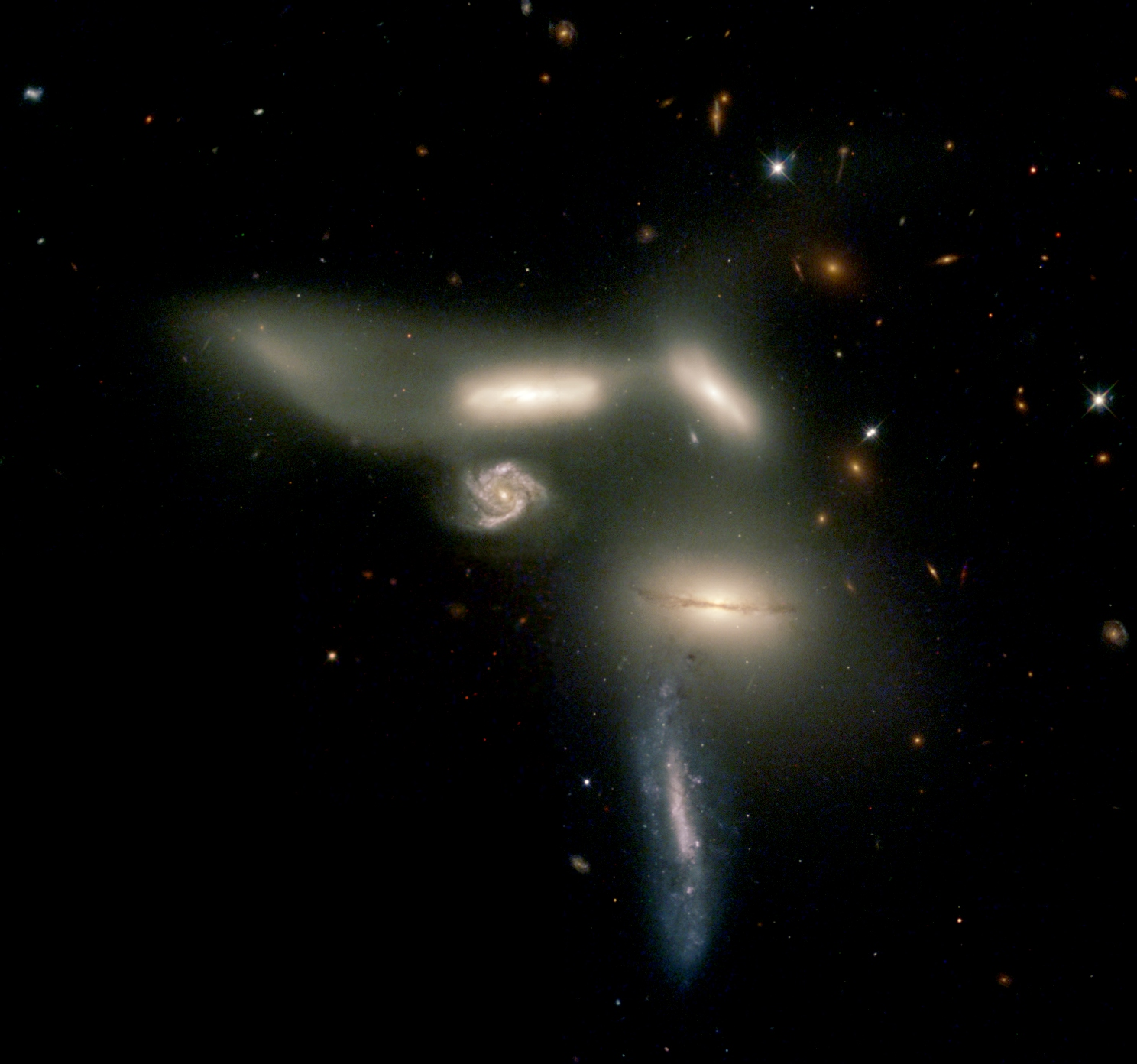
Seyfertův sextet je příkladem kompaktní galaktické skupiny. Galaktická skupina je od nás vzdálena přibližně 190 milionů světelných let.

Většina galaxií je gravitačně vázána s množstvím jiných galaxií. Struktury, které obsahují do 50 galaxií, se nazývají chudé kupy galaxií. Větší struktury, obsahující tisíce galaxií natlačených do oblasti několika megaparseků, se nazývají bohaté kupy galaxií. Obří kupy galaxií jsou gigantické množiny obsahující desetitisíce galaxií uspořádaných do kup, skupin a nebo i osamoceně.
Naše Galaxie je členem Místní skupiny galaxií společně s galaxií v Andromedě, která je ve skupině největší; celkově naše místní skupina obsahuje asi 30 galaxií v prostoru 1 megaparseku. Místní skupina je společně s mnohem větší Kupou galaxií v Panně a dalšími kupami součástí Místní nadkupy galaxií.
V největším měřítku se vesmír neustále rozšiřuje, což způsobuje, že průměrná vzdálenost mezi galaxiemi se zvětšuje (viz Hubbleova konstanta). Skupiny galaxií však mohou tento efekt lokálně potlačit svým vzájemným gravitačním působením. Tyto skupiny vznikly v raném vesmíru, kdy se vytvořily spojením temné hmoty a galaxií k ní náležící. Nejbližší skupiny se pak spojily a vytvořily kupy galaxií. Toto probíhající spojování společně s nasáváním okolních plynů mělo za následek ohřev mezigalaktických plynů v kupě galaxií na vysoké teploty, dosahující 30–100 milionů K. Kolem 70–80 % hmoty kupě galaxií je ve formě temné hmoty, dalších 10–30 % se skládá z horkého, velmi řídkého plynu a zbylých pár procent tvoří viditelné galaxie.

## Historie

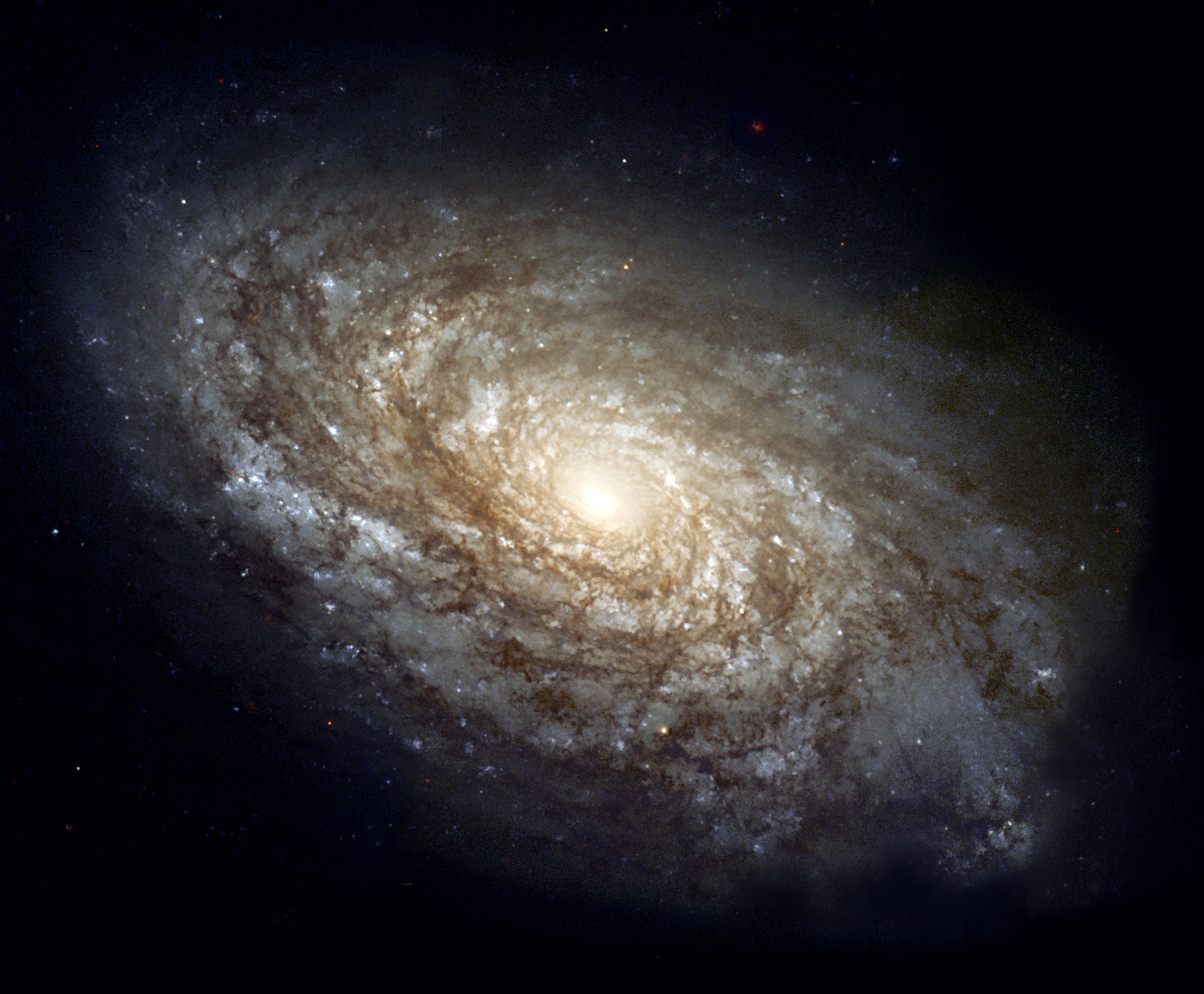
Spirální galaxie NGC 4414 v souhvězdí Vlasy Bereniky, vzdálená přibližně 62 milionů světelných let

Roku 1610 použil Galileo Galilei dalekohled na studium světelného pásu noční oblohy, známého jako Mléčná dráha, a objevil, že se skládá z obrovského počtu matně se jevících hvězd. Roku 1755 se Immanuel Kant ve své úvaze, vycházející ze starší práce Thomase Wrighta, domníval, že galaxie by mohla být rotující těleso obrovského počtu hvězd držených pohromadě gravitačními silami podobně, jako je tomu u sluneční soustavy, ovšem v nesrovnatelně větším rozsahu. Kant se též domníval, že některé z mlhovin, viděných na noční obloze, by mohly být samostatné galaxie.
Na konci 18. století sestavil Charles Messier Seznam Messierových objektů, obsahující 110 nejjasnějších mlhovin a hvězdokup, zanedlouho následovaný katalogem 5000 mlhovin, který byl shromážděn Williamem Herschelem. Roku 1845 zkonstruoval William Persons nový dalekohled, pomocí kterého byl schopný rozlišit eliptické a spirální mlhoviny (galaxie). Též se mu podařilo v některých mlhovinách rozpoznat jednotlivé světelné body, čímž potvrdil Kantovu dřívější myšlenku. Navzdory tomu nebyly mlhoviny uznávány jako vzdálené samostatné galaxie až do 20. let 20. století, kdy Edwin Powell Hubble použil nový typ dalekohledu.
Byl schopen rozlišit vnější části některých spirálních mlhovin jako množiny samostatných hvězd a též umožnil odhadnutí vzdáleností mlhovin; byly příliš daleko na to, aby byly součástí Mléčné dráhy. Roku 1936 vytvořil klasifikační systém galaxií, který se používá dodnes, tzv. Hubbleovu posloupnost.
První pokus popsat tvar Galaxie a určit pozici Slunce v ní uskutečnil William Herschel v roce 1785 důkladným spočítáním počtu hvězd v různých oblastech oblohy. Použitím přepracovaného postupu dospěl Jacobus Kapteyn v roce 1920 k obrázku malé (průměr 15 kiloparseků) elipsovité galaxie se Sluncem blízko středu. Jiná metoda, kterou použil Harlow Shapley, byla založená na katalogizování kulových hvězdokup, vedla k úplně odlišnému obrázku: plochý disk s průměrem 70 kiloparseků a Sluncem daleko od středu. Obě analýzy však selhaly z toho důvodu, že nebraly v úvahu absorpci světla mezihvězdným prachem. Současný obrázek naší galaxie se objevil až roku 1930, kdy Julius Trumpler vyčíslil tento jev studováním otevřených hvězdokup.
V roce 1944 předpověděl Hendrik van de Hulst mikrovlnné záření vlnové délky 21 centimetrů, které by mělo přicházet z mezihvězdného atomového vodíkového plynu; toto záření bylo pozorováno roku 1951 a umožnilo o mnoho přesnější studium Galaxie. Tato pozorování vedla k modelu rotující pruhové struktury ve středu Galaxie. S použitím vylepšených dalekohledů bylo také možné sledovat vodíkový plyn i v jiných galaxiích. V 70. letech 20. století si vědci uvědomili, že všechna viditelná hmota galaxií patřičně neodpovídá rychlosti rotujícího plynu, což vedlo k předpokladu existence temné hmoty.
V roce 2000 byla objevena tmavá galaxie VIRGOHI21. Její tmavost byla ověřena a objev zveřejněn až roku 2005.
Roku 2015 byla objevena galaxie EGSY8p7, která se stala nejvzdálenější galaxií, jaká byla člověkem do té doby pozorována.

## Širokospektrální pozorování

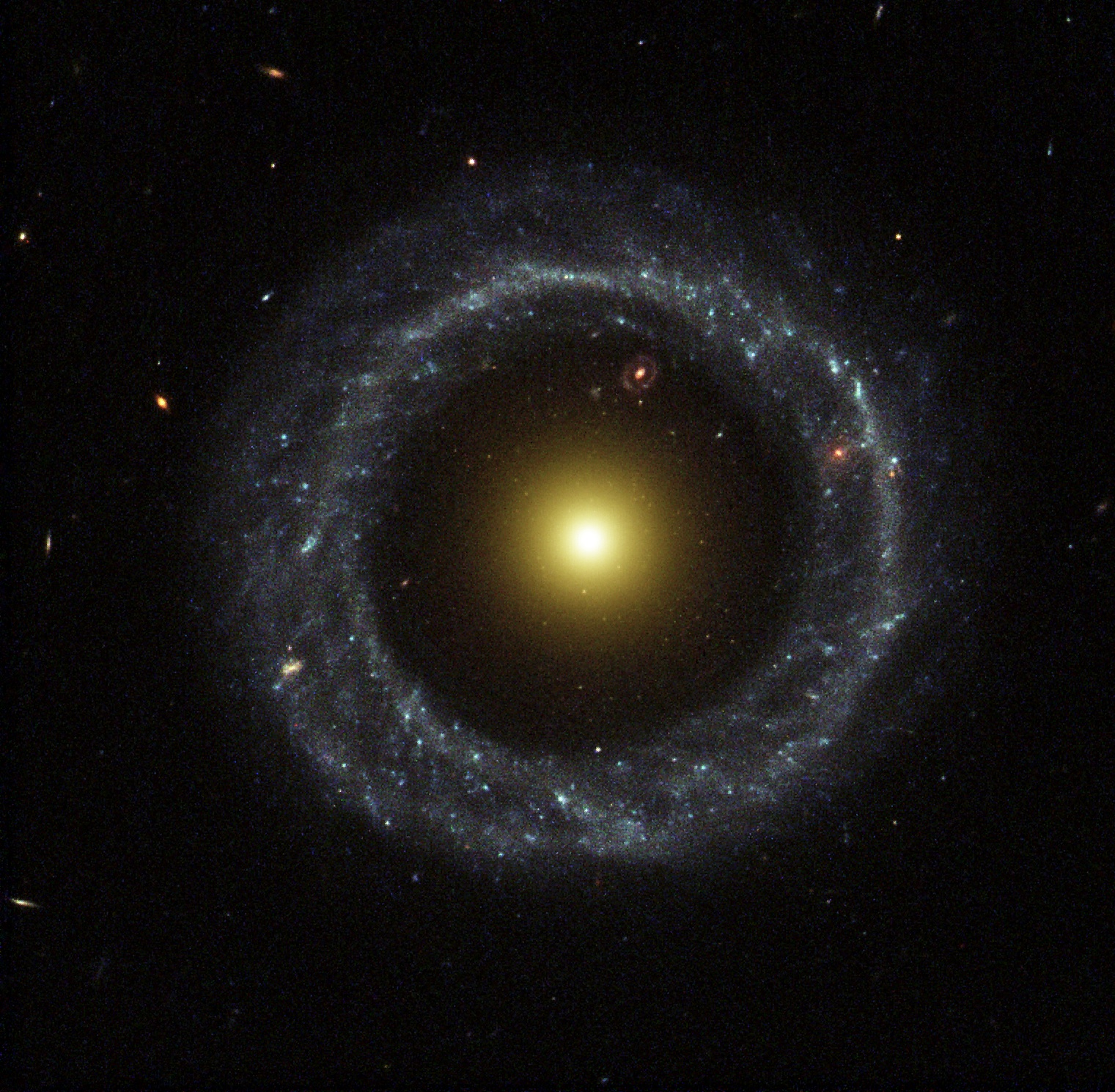
Prstencová galaxie, Hoagův objekt, je od nás vzdálena přibližně 600 milionů světelných let.

Po objevení galaxií mimo Mléčnou dráhu byla první pozorování prováděna přirozeně pouze ve viditelném spektru elektromagnetického záření. V této oblasti spočívá maximum záření většiny hvězd, takže pozorování hvězd, které utvářejí galaxie, bylo hlavní náplní optické astronomie. V této části spektra se také dobře pozorují ionizované HII oblasti či rozložení prachových ramen. Také z polarizačních měření odvozená magnetická pole galaxií odpovídají částečně i jejich pozorované struktuře.
Vesmírný prach, který se nachází v mezihvězdném prostoru, je však pro běžné světlo neprůhledný a i když je značně rozptýlený, znesnadňuje pozorování vzdálenějších objektů. Mnohem lépe jím však prochází dlouhé infračervené záření, které můžeme použít k detailnímu průzkumu vnitřních oblastí gigantických molekulárních mračen a galaktických jader. Infračervené světlo je také používáno k průzkumu vzdálených galaxií, které vznikly mnohem dříve v historii vesmíru a při jejich pozorování se projevuje červený posuv. Vodní páry a oxid uhličitý absorbují množství použitelného infračerveného spektra, a tak se často pro infračervenou astronomii používají teleskopy umístěné na vyvýšených místech či ve vesmíru.
První nevizuální studium galaxií, přesněji aktivních galaxií, bylo uskutečněno za pomoci rádiových frekvencí. Naše atmosféra je téměř průhledná vzhledem k rádiovým vlnám v rozsahu od 5 MHz do 30 GHz (ionosféra blokuje vlny nižších frekvencí). Díky tomu mohly být použity velké rádiové interferometry k zmapování proudů vyzařovaných z aktivních galaktických jader. Radioteleskopy mohou být také použity k pozorování neutrálního vodíku (díky 21centimetrovému záření) a potenciálně také neionizované vesmírné hmoty v raném vesmíru, která později zkolabovala a utvořila galaxie.
Ultrafialové a rentgenové teleskopy mohou sledovat vysokoenergetické galaktické úkazy. Ultrafialová záře byla pozorována například při roztrhání hvězdy ve vzdálené galaxii gravitačními silami černé díry.
Rozložení horkých plynů v galaktických klastrech se zase mapuje pomocí rentgenového záření. A díky rentgenové astronomii byla potvrzena také existence superhmotných černých děr v jádrech galaxií.